# Ороталт
Ороталт (Оротальт; греч. Οϱοταλτ, ʽΟϱοτάλ, ʽΟυϱοτάλ) — божество, упоминаемое Геродотом в «Истории» (V век до н. э.). Одно из двух божеств (вместе с Алилат), которых почитали арабы.
Идентификация Ороталта с каким-либо арабским божеством, известным по другим источникам, затруднительна. Геродот отождествлял его с Дионисом. Возможно, ему соответствует набатейское божество Душара. Также вероятно, что под именем Ортоалт подразумевалось другое арабское божество — Руда. Некоторые считали имя Ороталта искажённым от араб. Аллах Таала — «Бог Всевышний», но, по мнению Ричарда Бёртона, наиболее предпочтительной этимологией является происхождение от имени семитской богини огня — Уррат-Илат.